# Johnny Somali
Ramsey Khalid Ismael (né le 26 septembre 2000 à Phoenix, en Arizona), plus connu sous son pseudonyme Johnny Somali, est un streamer américain et troll Internet autoproclamé, connu pour son comportement provocateur et hostile lors de ses voyages à l'étranger,. Après son bannissement sur Twitch, Ismael commence à diffuser sur Kick (avant d'être également banni de cette plateforme en mai 2024) et sur Rumble en tant que touriste dans les pays asiatiques. Son comportement provocateur lui vaut d'être arrêté ou emprisonné à de nombreuses reprises dans différents pays, notamment au Japon en 2023, en Israël début 2024, et en Corée du Sud fin 2024.
En Corée du Sud, il fait face à de multiples accusations. À partir de novembre 2024, il est soumis à une interdiction de quitter le territoire sud-coréen. Lors de sa première comparution devant le tribunal, il plaide coupable à plusieurs accusations, et une autre date de procès est fixée à avril 2025.

## Biographie

### Jeunesse
Ismael aurait fait plusieurs déclarations contradictoires sur son origine ethnique. Il aurait prétendu un jour être né d'un père somalien et d'une mère éthiopienne. Ismael affirme également être un ancien enfant soldat et ancien pirate ; plusieurs sources ont exprimé des doutes sur ces affirmations,. Ismael affirme également avoir grandi à Scottsdale, en Arizona, et être diplômé de l'Université d'État de l'Arizona, mais il prétend également avoir été gestionnaire immobilier. D'autres sources le citent comme étant effectivement originaire de l'Arizona.

### Carrière
Ismael diffuse ses vidéos en direct principalement sur des plateformes de streaming vidéo telles que YouTube et Kick en tant que touriste voyageant dans différents pays, notamment au Japon, en Thaïlande et en Israël. Ismael se rend également à Bali, en Indonésie, malgré son interdiction d'entrée sur le territoire. Il commence à diffuser en mai 2023. Après son bannissement de Twitch, il passe sur Kick avant d'être également banni de cette plateforme. Il se rabat sur sur Rumble à la fin 2024 avant d'en être banni également.

#### Japon
Au cours de ses voyages au Japon, Ismael se fait connaître pour ses insultes anti-japonaises envers les locaux, qui incluent des commentaires sur les bombardements d'Hiroshima et de Nagasaki, et des menaces d'utilisation d'armes nucléaires contre le pays. Ismael est occasionnellement agressé et insulté par des locaux qui le reconnaissaient dans la rue. Lors d'un incident, il est agressé par un autre Américain, altercation durant laquelle il déclare : « Je suis un troll ». L'Américain est félicité par de nombreuses personnes sur Internet pour ses actions, tandis qu'Ismael affirme avoir été ivre à ce moment-là et s'être excusé auprès de son compatriote. Ismael aurait harcelé Meowko, un streamer japonais de Twitch, ce qui contribue à se faire bannir par la plateforme.
En juin 2023, Ismael se rend au Tokyo Disney Resort et joue de la musique avec des paroles contenant l'expression « bombe atomique » enregistrant les réactions des passants sans leur permission. En août 2023, Ismael, masqué, aux côtés de Jeremiah Dwane Branch, celui qui enregistre, se rendent sur le chantier d'un hôtel à Osaka, où il crie alors « Fukushima » aux ouvriers du bâtiment. Après avoir été jetés hors du chantier par les ouvriers, Ismael et Branch sont tous deux arrêtés, pour intrusion illégale dans un lieu privé,,. En septembre, ils sont arrêtés, soupçonnés de trouble à l'activité commerciale, après avoir joué de la musique extrêmement fort pendant les heures d'ouverture d'un restaurant,. Il affirme que la raison pour laquelle la musique jouait était à cause du fabricant de téléphones, Huawei, qui a « mis un virus chinois sur le téléphone ». Cette affaire est soulevée plus tard devant le tribunal, où le juge le reconnait coupable et déclare : « Il aurait pu simplement baisser le volume de son téléphone ».
Le 19 décembre 2023, Ismael, en détention depuis sa deuxième arrestation, comparait devant le tribunal du district d'Osaka, accusé de trouble à l'ordre public. L'accusation d'intrusion sur un chantier de construction est abandonnée. Les procureurs requièrent une amende de 200 000 ¥ (équivalent de 1 400 $US ou 1 220 €). Un verdict de culpabilité est rendu le 10 janvier 2024,.

#### Israël
Le 25 mars 2024, Ismael se rend à Tel-Aviv, en Israël, où il est impliqué dans des altercations avec des Arabes et des Juifs locaux. Il est ensuite agressé et passé à tabac. Le 5 avril 2024, il se rend au Mur des Lamentations à Jérusalem, où il se filme en direct en train d'y accrocher des images de Harvey Weinstein, Adin Ross et Jeffrey Epstein.
Le 7 avril 2024, Ismael est arrêté lors d'une manifestation à Tel-Aviv pour harcèlement sexuel envers une policière. Après sa libération 16 minutes plus tard, Ismael se filme en direct le même jour et affirme avoir été témoin d'une fusillade de masse dans un restaurant. Il justifie également ses actions en affirmant qu'elles sont autorisées du fait de sa citoyenneté américaine.

#### Corée du Sud
Le 27 septembre 2024, Ismael se rend à Séoul, où il monte sur scène lors d'un concert en direct. Il diffuse également des discours obscurs dans le métro, comme des discours de Kim Jong-un, et est éjecté d'un bus après avoir diffusé très bruyamment de la musique nord-coréenne,.
Le 7 octobre 2024, Ismael exécute des mouvements de lap dance sur la Statue de la Paix, un mémorial qui commémore les jeunes femmes de réconfort (esclaves sexuelles des soldats japonais pendant la Seconde Guerre mondiale), bien qu'il se soit ensuite excusé pour ses actes, affirmant qu'il ne connaissait pas l'histoire de la statue,. Après cet événement, sa chaîne YouTube est bannie. À une occasion, Ismael achète des nouilles ramyeon qu'il déverse volontairement sur le comptoir d'un magasin. Se voyant refuser de se faire servir de l'alcool, Ismael fait des commentaires sexistes à l'égard de l'employée du magasin. L'affaire est rapportée à la police le jour même. Durant d'autres incidents, il jette du poisson pourri sur des passants dans la rue, et perturbe un trajet en bus.
Pendant ses vidéos en live, et à plusieurs reprises, Ismael est agressé par des passants. Il est agressé physiquement à trois reprises par trois passants différents, deux fois dans le district de Mapo, et également par un homme qui se serait approché d'Ismael et lui aurait dit « Où tu vas ? » avant de le frapper.
Le 2 novembre 2024, Ismael se voit interdire de quitter le pays pendant les poursuites judiciaires qui l'incombent. Le 6 novembre, Ismael met en ligne une vidéo d'excuses dans laquelle il se filme à côté de la Statue de la paix en disant : « Je veux m'excuser auprès des Coréens. Je n'ai pas compris la signification de la statue. » Il déclare également : « Je suis vraiment désolé pour ces manques de respect ». Une prime est également offerte pour quiconque saurait où il se trouve.

### Procès
Ismael fait face à quatre accusations en Corée du Sud : 
- 2 accusations pour « trouble à l'activité commerciale » en novembre 2024[49] ;
- 2 accusations de violation de la Loi sur les mineurs criminels[50]

Le 11 novembre 2024, Ismael est inculpé par le bureau du procureur du district sud de Séoul pour « trouble à l'activité commerciale » à la suite de l'incident du 17 octobre dans un magasin de proximité. Une interdiction de voyager liée à cette poursuite l'empêche de quitter la Corée du Sud. En décembre, son procès est repoussé au 7 mars 2025. Le premier jour de son procès commence le 7 mars 2025. Il devait d'abord commencer à 10 h 10, mais Ismael arrive avec une heure de retard, invoquant des maux d'estomac. Le procès commence vers 11 h 10. Il tente d'entrer dans la salle d'audience en portant une casquette « Make America Great Again », mais le règlement de la salle d'audience l'en empêche. Ismael affirme également être étudiant. Lors du procès, l'incident durant lequel Ismael a renversé de la soupe de nouilles ramyeon sur le comptoir d'un magasin de proximité de Mapo-gu est qualifié de trouble à l'activité commerciale. Il est également suspecté d'avoir jeté du poisson pourri sur des passants à Mapo-gu, et d'avoir dérangé les usagers d'un bus et du métro, en jouant de la musique fort et en dansant, ce qui constitue ensemble deux violations de la loi sur les délits mineurs. Il plaide coupable. La prochaine date de procès est annoncée pour le 9 avril,,.